# Piat
Piat ist eine Stadtgemeinde in der philippinischen Provinz Cagayan. Im Jahre 2015 wohnten in dem 178,9 km² großen Gebiet 23.597 Einwohner, wodurch sich eine Bevölkerungsdichte von 132 Einwohnern pro km² ergibt. Durch das hügelige Piat fließen auch die zwei Flüsse Chico und Matalag. Eine bedeutende Bildungseinrichtung in der Gemeinde ist die Cagayan State University. Piat ist in der Region ein religiöses Zentrum; die Basilika Unserer Lieben Frau von Piat hat seit 1997 den Rang einer Basilica minor. 
Piat ist in die folgenden 18 Baranggays aufgeteilt:
| - Apayao - Aquib - Baung - Calaoagan - Catarauan - Dugayung - Gumarueng - Macapil - Maguilling | - Minanga - Poblacion I - Poblacion II - Santa Barbara - Santo Domingo - Sicatna - Villa Rey - Villa Reyno - Warat |